# Nubisches Gewölbe

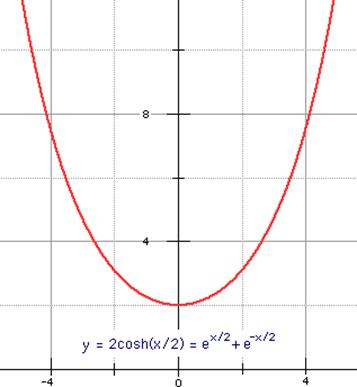
Darstellung und mathematische Formel der Kettenlinie

Nubische Gewölbe ist eine Gewölbebauweise im Lehmbau ohne Schalung und häufig ohne Lehren, die  ihren Namen von traditionellen Bauformen in Nubien hat. Die Deckengeometrie ist der Spezialfall eines Tonnengewölbes oder einer Kuppel, bei dem der Querschnitt die ungefähre geometrische Form einer Kettenlinie annimmt.

## Geschichte

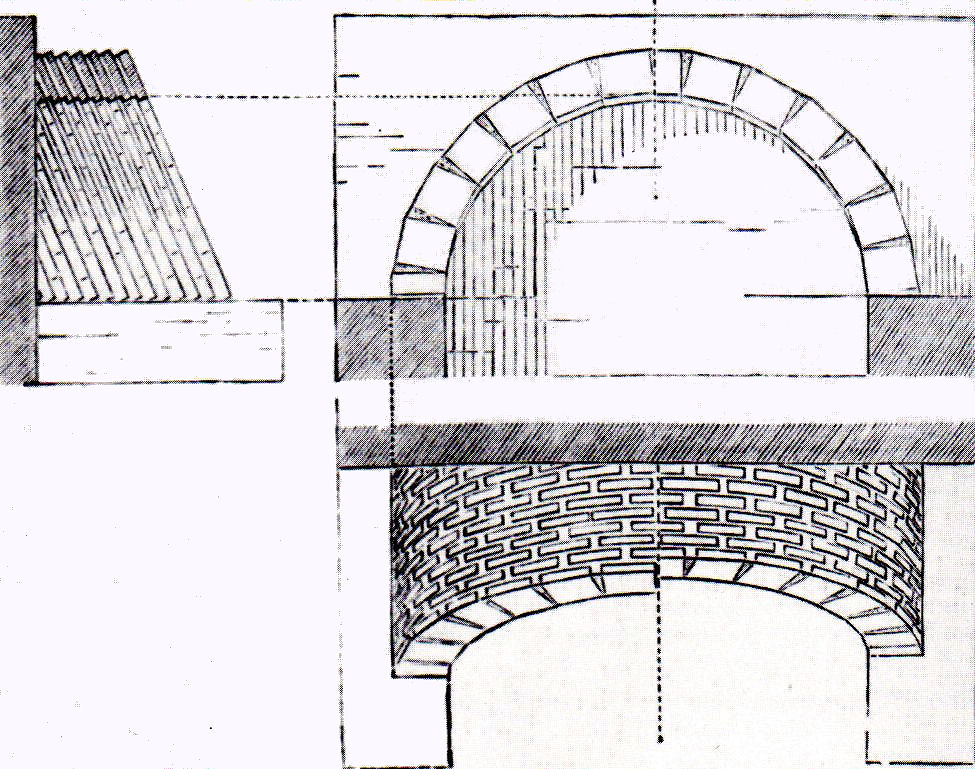
Skizze eines Tonnengewölbes aus geneigt verlegten Ziegelsteinbögen.

Mit Lehmziegeln ausgeführte Gewölbe waren in der Antike weit verbreitet und sind seit altägyptischer Zeit am Nil zwischen Kairo und Obernubien bekannt. Während größere Tempel überwiegend flach gedeckt waren, besaßen einige Kapellen und Grabbauten Tonnengewölbe aus Lehmziegeln oder Hausteinen. Lehmziegel waren das hauptsächliche Material für die Wände und Gewölbe von Palästen. Altägyptische Gewölbebauten gelten als Vorbilder für die steinernen Tonnengewölbe in der römischen Architektur, deren Gewölbekonstruktionen mit der 307 bis 313 n. Chr. erbauten Maxentiusbasilika einen Höhepunkt erreichten. Im von Ägypten beeinflussten Nubien wurden bis in die römische Zeit Tempel aus sorgfältig behauenen Steinquadern hergestellt. Bei den nach dem Untergang des meroitischen Reiches erbauten religiösen und zivilen Bauwerke kamen Hausteine fast nur noch in sekundärer Verwendung vor.
Im 6. Jahrhundert kam es zeitgleich mit der Christianisierung Nubiens zu einer regen Bautätigkeit. Die neugegründeten und häufig befestigten Kleinstädte wurden mit Bruchsteinen und Lehmziegeln im Verbund aufgeführt. Zusammen mit der ägyptischen Tradition spezialisierter Handwerker war die Fähigkeit zur Hausteinbearbeitung Ende des 7. / Anfang des 8. Jahrhunderts weitgehend verloren gegangen. Die meisten Gebäude wurden offensichtlich, wie an der mangelnden Sorgfalt bei der Ausführung ersichtlich, von der örtlichen Bevölkerung selbst errichtet. Üblicherweise standen die Lehmziegelwände auf einem Fundament und einem Sockel aus Bruchsteinen. Einige Wohn- und Kirchengebäude besaßen Außenwände aus Bruchsteinen bis in die Höhe der Auflager für das Tonnengewölbe. Da Lehmziegelwände in der Herstellung aufwendiger waren, mehr Fachwissen erforderten und damit teurer waren, wurden Bruchsteine aus Kostengründen besonders bei einfacheren Gebäuden für die gesamten Erdgeschosswände verwendet. Unterschiedliche Größen und Farbabweichungen bei Lehmziegeln sind ein Hinweis, dass Abbruchmaterial wiederverwendet wurde. Aus Steinen gemauerte Gewölbe gab es nicht, selbst steinerne Mauerbögen waren sehr selten.
Die Wohnhausarchitektur in Nubien war zwar Veränderungen in der Sozialstruktur und unterschiedlichen Moden unterworfen, blieb aber während der sich wechselnden Herrschaftsformen bis ins 20. Jahrhundert relativ konstant. Der wirtschaftliche Schwerpunkt der überwiegend kleinen Siedlungen stellt seit jeher Ackerbau auf den alluvialen Flächen der Nilaue dar, die bis in die 1970er Jahre durch von Zugtieren angetriebene Sakiyas (Göpelschöpfwerke) bewässert wurden.

## Gewölbebau in Nubien

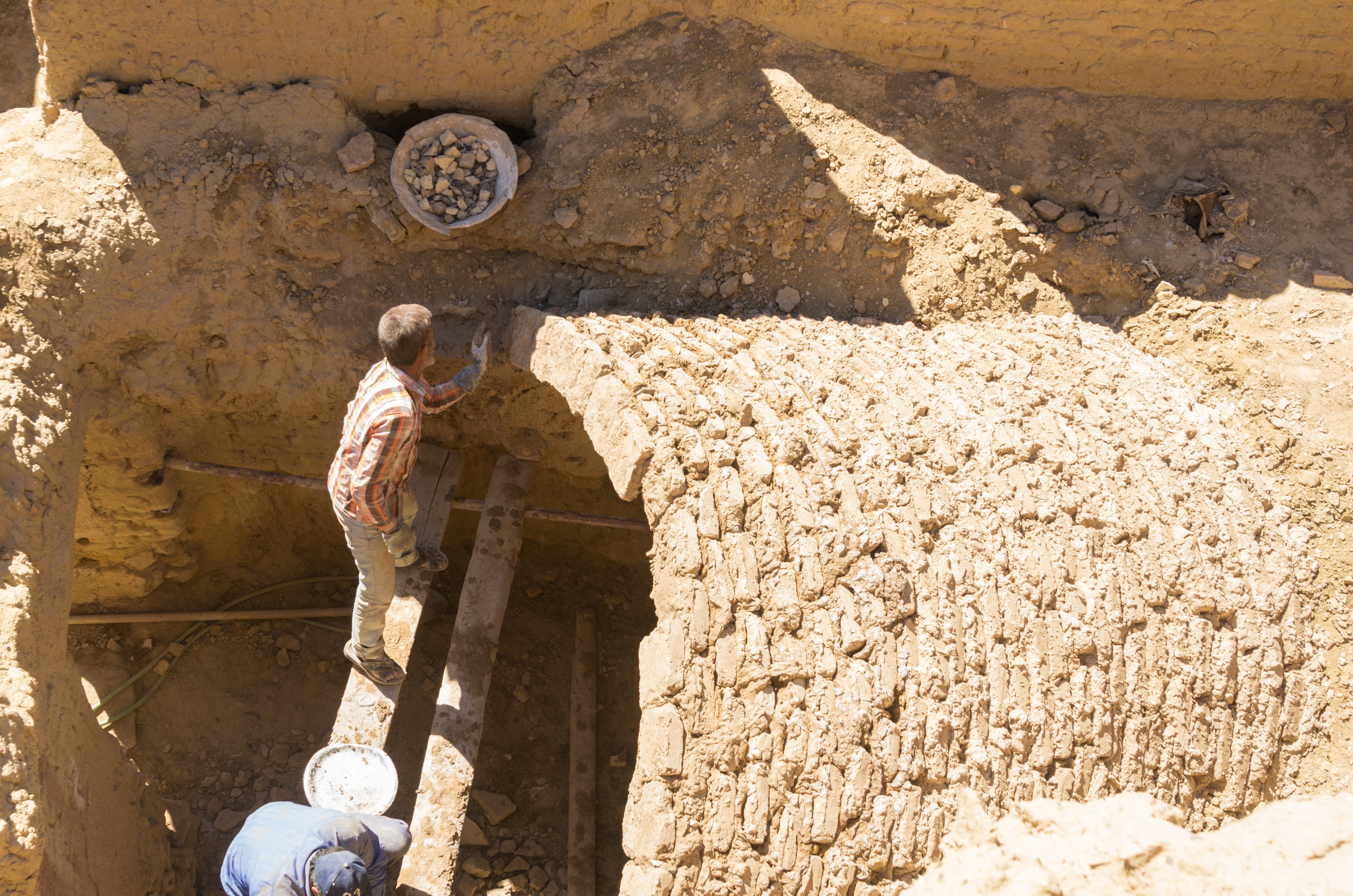
In der halb zerfallenen historischen Siedlung Charanaq in der iranischen Provinz Yazd wird ein Tonnengewölbe nubischer Bauart errichtet.

Das Konstruktionsprinzip traditioneller nubischer Gewölbe folgte dem Bestreben, möglichst keine Schalung und kein Lehrgerüst zu benötigen, um Bauholz zu sparen. Holz war und ist in der Region Mangelware und wurde beim Hausbau praktisch nicht verwendet, auch nicht für Türpfosten oder Fensterstürze. Die Gewölbe müssen sich folglich bereits beim Bau selbst tragen. Grundsätzlich bestanden alle Gewölbe nur aus Lehmziegeln ohne Zuganker aus Holz oder Eisen, wie sie im Altertum teilweise vorkamen. Gewölbeformen, die eine bestimmte Festigkeit des Materials voraussetzen wie Kreuzgewölbe und allgemein dreidimensionale Verschneidungen, sind mit dem weichen und nicht auf Zug belastbaren Material nicht möglich. Mittelalterliche Mauerziegel besitzen bei Abweichungen von +/- einem Zentimeter die durchschnittlichen Maße von 34 × 18 × 9 Zentimetern. Sie bestehen aus Nilschlamm mit gelegentlichen Zusatzstoffen wie Sand und feingehäckseltem Stroh. Gebrannte Ziegel wurden sehr selten verwendet, da bei den äußerst seltenen Niederschlägen als einziger Witterungseinfluss eine Erosion durch den Wind erfolgt.
Flachdächer waren in Nubien aufgrund des Holzmangels auf die Überdeckung größerer Obergeschossräume und sehr einfacher, dünnwandiger Häuser beschränkt; als Gebälk standen längs gespaltene Palmholzstämme zur Verfügung. Bei der Mehrzahl der Häuser wurden Gewölbedecken mit dem Querschnitt von angenäherten Kettenlinien ausgeführt. Für Lasten, die senkrecht abgetragen werden, hat sich diese Querschnittsform als die günstigste erwiesen. Nachteilig ist der Gewölbeschub, der ohne den Einbau von Zugankern für eine Größenbegrenzung der nubischen Kuppeln von wenigen Meter sorgt. Die Decken wurden als Tonnengewölbe oder Hängekuppeln ausgeführt.
Beide Gewölbeformen wurden im mittelalterlichen Nubien nebeneinander angewandt. Die Räume der ein- oder zweigeschossigen Wohngebäude waren durch parallele Tonnengewölbe überdeckt. Die vom 6. bis zum 14. Jahrhundert errichteten nubischen Kirchenbauten besaßen üblicherweise über dem dreischiffigen Betraum eine leicht erhöhte zentrale Kuppel oder ein etwas breiteres Tonnengewölbe und waren auf allen Seiten von längsgerichteten Tonnengewölben umgeben. Die meisten Kirchen blieben nur bis zum Gewölbeansatz bis ins 20. Jahrhundert erhalten.
In das 9. Jahrhundert werden die beiden Kirchen von Sabagura und die Südkirche von Ikhmindi datiert, die Zentralkirche von Ikhmindi ist ein frühes Beispiel aus dem 6. Jahrhundert. Eine vermutlich hoch aufragende Zentralkuppel besaß die Flusskirche von Kaw aus dem 13. Jahrhundert. Bei der Raphaelskirche von Tamit (ab dem 10. Jahrhundert) ließ sich die Bauweise der nubischen Hängekuppel besonders gut erkennen.

### Tonnengewölbe

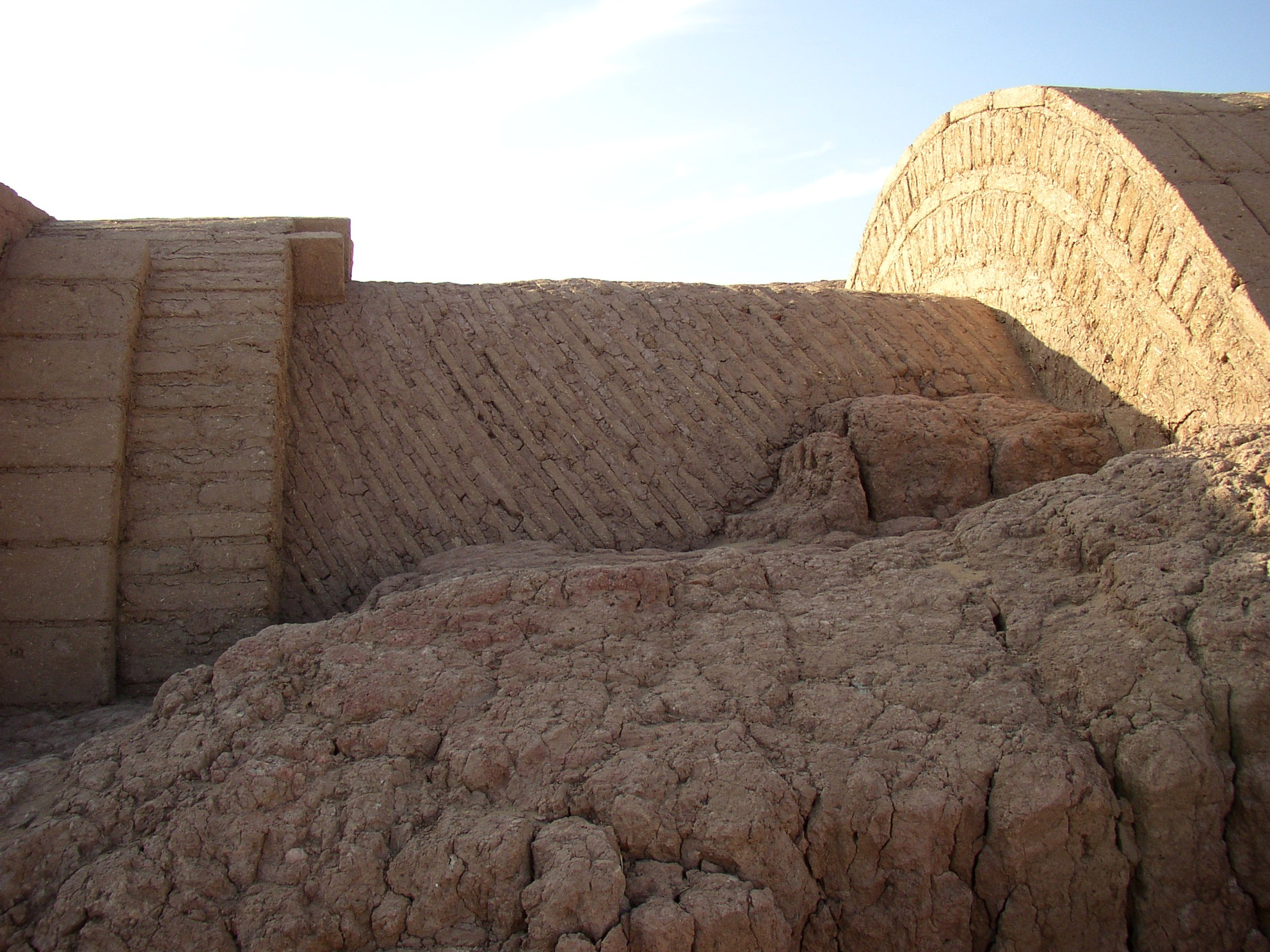
Dachla-Oase in Ägypten, Ruinen von Ayn Asil. Die schräg verlaufenden Ringschichten sind an Querbögen angelehnt

Traditionelle Tonnengewölbe bestehen aus Ringschichtlagen (längs aneinandergereihten Ziegeln) in gleichbleibender Wandstärke. Um ohne Hilfskonstruktion (Lehrgerüst) nur mit einigen horizontal gespannten Schnüren als Fluchtung arbeiten zu können, sind die Lagen in Längsrichtung des Gewölbes geneigt. Es werden besondere Gewölbeziegel verwendet, die etwas größer und schmaler sind. Mit dem verwendeten Mörtel aus Nilschlamm haften die Ziegel in ihrer Position. Die ersten Schräglagen lehnen am Giebel bzw. der Querwand der Tonne, wobei drei bis sechs Schichten angelegt werden, bevor die erste Schicht durchgängig über den Scheitelpunkt verläuft. Manche alte Ziegel waren leicht keilförmig. In die sich nach außen öffnenden Stoßfugen wurden kleine Steinchen gelegt, um dem Mörtelschwund beim Trocknen zu begegnen. Aus demselben Grund war es üblich, jeden Gewölbeabschnitt sofort mit einer Schicht Lehmputz zu überziehen, auch wenn die Oberfläche später unsichtbar war, weil im Fall einer Erdgeschossdecke das Gewölbe im Fußbodenaufbau des Obergeschosses verschwand. 
Als Besonderheit nubischer Räume hatte die Wand innen einen Vorsprung beim Wandauflager des Tonnengewölbes, das wegen der hoch aufragenden Kuppel relativ tief lag. Die Wandstärke des folgenden Geschosses war um die Breite des Auflagers vermindert, sodass bei Gebäuden mit mehreren Stockwerken die Erdgeschosswand entsprechend stark sein musste. Bei durchschnittlichen Wohnhäusern besaß das Erdgeschoss eine Wandstärke von 1,5 bis 2 Ziegellängen, darüber ein weiteres Geschoss. Die Tonnengewölbe begannen am Auflager oft mit einer Rollschicht um die höhere Druckfestigkeit einer solchen Schicht am Gewölbefuß auszunützen.
Bei längeren Tonnengewölben wurden Querbögen dazwischengeschaltet, um beim Einsturz der durch das Gewölbe seitlich belasteten Giebelwand nicht die gesamte Decke nachfolgen zu lassen. In der befestigten Stadt Sabagura waren auch die Gassen zwischen den eng stehenden Wohnhäusern mit einem Gewölbe überdeckt.
Eine besondere Form der Kuppelschale war ein konisches Tonnengewölbe über der halbrunden, vor der Ostwand der Kirche liegenden Apsis. In der Mitte des halbrunden Wandauflagers wurde ein kleines Wandfeld aufgemauert, gegen das sich die stehenden Ringschichten anlehnten. Der Krümmungsdurchmesser des Gewölbes vergrößerte sich mit dem auseinandergehenden Apsishalbkreis in Richtung des Kirchenraums. Der unschöne Wandzwickel am Anfang musste durch sphärische Formgebung gefüllt werden. Beispiele fanden sich an der Langhauskuppelkirche von Tamit und der Südkirche Ikhmindi.

### Hängekuppel
Nubische Kuppeln wurden mehrheitlich als Hängekuppeln, die auch als Außenkreiskuppeln bezeichnet werden, ausgebildet. Bei diesen entspricht der Innendurchmesser am Fuß der Kuppel den Diagonalen des darunterliegenden Quadrats, während bei den kleineren Innenkreiskuppeln, deren Durchmesser den Seitenlängen des Quadrats entspricht, Pendentifs zu den Wandecken überleiten. Als Auflager dienen meist in einem Quadrat angeordnete Mauerabschnitte oder Arkadenbögen, von deren Krümmung aus die Kuppel vertikal ansteigt. Vier gekrümmte Gewölbeabschnitte, von denen sich jeweils zwei gegenüberliegen, wachsen nach oben über den Diagonalen der Grundfläche zusammen. Im Unterschied zum Kreuzgewölbe, bei dem sich an der diagonalen Berührungslinie der gewölbten Flächen Grate bilden, liegen die Ziegel bei der Hängekuppel auf demselben Krümmungsradius. Die Last der Hängekuppel wird gleichmäßig auf die gesamte Auflagerfläche abgetragen, während sie beim Kreuzgewölbe über die Grate auf die vier Eckpunkte geleitet wird.
Die Konstruktion erfolgte im waagrechten Ringschichtenverband, bei dem jede abgeschlossene Lage sich selbst versteift. Die ersten Lagen wurden mit einer leichten Neigung der Ziegel nach innen begonnen, sie war jedoch nicht so stark, dass die Ziegel in ihrer verlängerten Grundlinie zum Mittelpunkt der geometrischen Konstruktion gezeigt hätten, um ein Abrutschen der Ziegel zu verhindern, bevor eine Lage geschlossen war. Bis zu einer Neigung von rund 30 Grad hielten sich die Lehmziegel im Mörtelbett von selbst. Bis  etwa zwei Drittel der Gewölbehöhe wurde die zu geringe Neigung durch parallele Verschiebung der Ziegelreihen nach innen ausgeglichen. Oberhalb erfolgte ein abrupter Wechsel in eine steilere Position, bei der zumindest der zuletzt gesetzte Ziegel durch eine Stablehre gehalten werden musste.
Bei einer anderen, selten ausgeführten Verlegeart, die ein Abrutschen nach innen verhindern sollte, wurden die Ziegel radial (in der Draufsicht) leicht verkantet, um sich gegenseitig zu verkeilen. Dabei waren im Abstand von einigen Ziegeln aufwendig herzustellende Ausgleichskeile erforderlich, die zwischengeschoben werden mussten, um die radiale Schrägstellung zu kompensieren.

### Vollkreiskuppel
Bei der auch als Innenkreiskuppel bezeichneten Form entspricht der innere Durchmesser am Kuppelfuß den sich gegenüberliegenden Wandauflagern. Es muss ein kreisförmiges waagrechtes Auflager auf gleicher Ebene vorhanden sein. Der innerhalb der Ecken des zu überdeckenden quadratischen Raumes liegende Fußring der Kuppel benötigt eine zusätzliche Stützkonstruktion. Zur Eckausbildung gibt es zwei klassische Möglichkeiten, die beide auch in christlicher Zeit in Nubien zum Einsatz kamen: die allmähliche Annäherung an die Rundform durch übereinanderliegende waagrechte Ziegelschichten (Trompe) und die parallel zu den Raumdiagonalen aus den Ecken ragenden Pendentifs, die eine sphärische Außenfläche bilden.

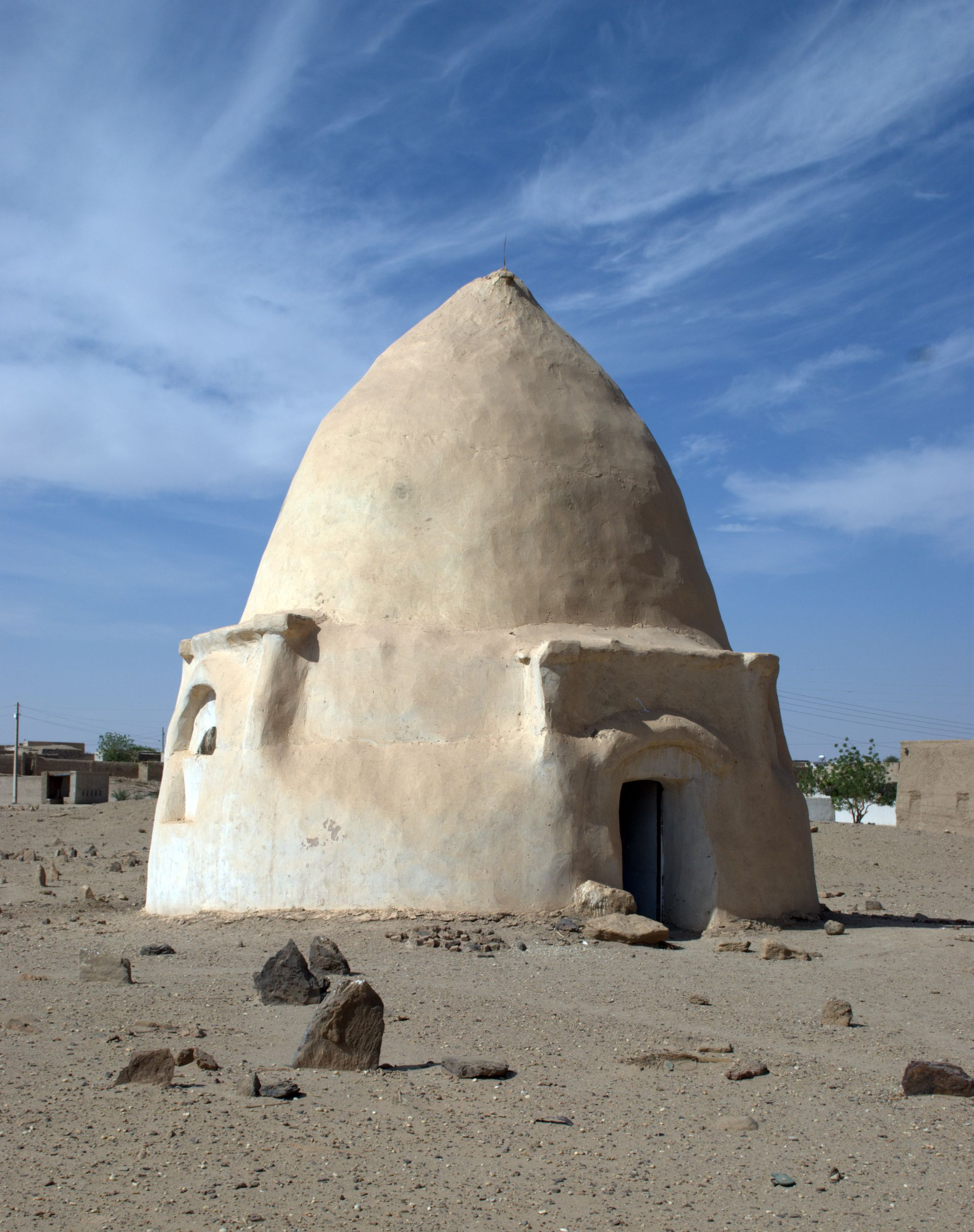
Wali-Grab bei Karima im Nordsudan

Die Lehmziegel wurden überwiegend in horizontalen Ringschichten mit nach innen geneigten Lagerflächen verlegt. Für die geometrisch richtige Form der Kuppel nahm man eine Leier zu Hilfe, wie sie auch im europäischen Kuppelbau bekannt war. Das ist eine auf Höhe der Auflager rotierende Stange oder ein Seil, womit die gleichbleibende Entfernung zum Mittelpunkt und die Lagerneigung bestimmt werden kann. Befindet sich der untere Punkt der Leier im Mittelpunkt des Grundkreises, so ergibt sich eine halbkreisförmige Kuppel. Eine Rotation um einen Mittelkreis der Grundfläche ergibt eine Kuppel mit elliptischem Querschnitt.
Die nubischen mittelalterlichen Kuppelbauten folgten allgemein nicht streng einem geometrischen Modell und waren in der Bauausführung eher nachlässig. Eine Leier scheint häufig nicht benutzt worden zu sein. Nach den erhaltenen Ruinen zu urteilen, gab es im Mittelalter keine halbkugelförmigen Kuppeln, die Querschnitte waren kettenlinien- oder bienenkornförmig erhöht. Die Spannweite nubischer Kuppeln war sehr gering. Der größte Kuppeldurchmesser wurde mit 3,3 Meter an der Langhauskuppelkirche von Tamit gemessen, gefolgt von der Klosterkirche in ar-Ramal mit 3,1 Meter. Die einzige Ausnahme einer größeren Kuppel, die zugleich als einzige das gesamte Kirchenschiff überdeckte, besaß mit einem Durchmesser von 7,5 Meter die Kuppelkirche von Kulb (am Nilufer bei der Insel Kulubnarti, frühestens 12. Jahrhundert).
Heutige dörfliche Wohnhäuser in Oberägypten und Nordsudan werden kaum noch aus Lehmziegeln und nicht mehr mit Gewölbedecken gebaut. An deren Stelle sind überwiegend mit Zement verputzte Wände aus gebrannten Ziegeln und Flachdecken getreten. Traditionelle Gewölbe mit ungenauer Geometrie, nachlässiger Bauausführung und mit waagrechten Ringschichten, deren Lagerflächen sich kaum nach innen neigen, sind noch an den zahlreichen islamischen Heiligengräbern der Region und gelegentlich bei Taubenschlägen zu sehen.

## Moderne Varianten des nubischen Gewölbes
In der zeitgenössischen Architektur ist der ägyptische Architekt Hassan Fathy ab den 1940er Jahren mit der Planung nubischer Gewölbebauten aus Lehmziegeln hervorgetreten. In der Nachfolge von Fathy greifen zahlreiche Wohnprojekte in holzarmen und trockenen Ländern auf die traditionellen Dachformen der nubischen Lehmziegelgewölbe zurück. Nubische Gewölbe (und andere Gewölbebauweisen) verbinden kostengünstiges und ökologisches Bauen mit einer leicht zu erlernenden Arbeitstechnik.

### Westafrika
Seit 2000 hat die Association La Voute Nubienne mit vereinfachten und abgeänderten Techniken mehr als 200 nubische Gewölbe in Burkina Faso bauen lassen. Mehr als vierzig Maurer aus Burkina Faso, Mali und Togo wurden angelernt, um die Gewölbe zusammen mit ebenso vielen Lehrlingen des Baugewerbes ohne hölzerne Stützkonstruktion zu bauen. Dieses Programm wird als La voute nubienne (VN) bezeichnet. Es nahm seither stetig an Umfang zu, besonders durch die steigenden Nachfragen zum Bau von Häusern, Kirchen, Moscheen und Hotels in Burkina Faso und in den benachbarten Ländern der Sahelzone. Die im Unterschied zur traditionellen nubischen Bauweise flachen Gewölbe können auch bei der Holzknappheit in den Trockengebieten Westafrikas eine Alternative für Flachdächer sein.
Die Association pour le Développement d'une Architecture et d'un Urbanisme Africains (A.D.A.U.A.) baute in den 1980er Jahren in Westafrika aus gebrannten Ziegeln mehrere Wohnsiedlungen und öffentliche Gebäude in Kuppelbauweise. Ein Beispiel ist das Regionalkrankenhaus in Kaédi, Mauretanien.